# Campagne militaire
Cet article court présente un sujet plus développé dans : Guerre.

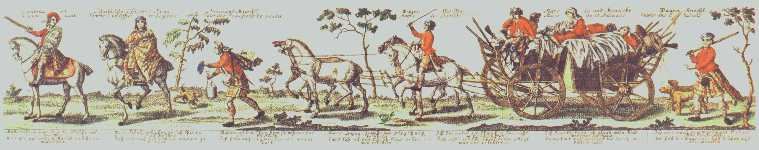
Les troupes écossaises attaquent les Flandres en 1741.

Une campagne militaire est une expédition militaire, c'est-à-dire l'ensemble des opérations militaires conduites par une force armée sur un théâtre déterminé.
Celui-ci est habituellement limité à la fois géographiquement (pays, région, zone où les opérations ont lieu) et temporellement (par les dates du début des actions et de leur fin, par exemple à la suite de la signature d'un armistice ou d'une trêve).

## Définition
Une campagne militaire désigne généralement une succession d'opérations de guerre menées par une armée dans une région dans une durée réduite (inférieure à un an environ). Par ailleurs, les lieux, les belligérants ou les dates peuvent donner leurs noms à ces campagnes comme la Campagne de France aussi désignée Campagne de 1814.
Le nom peut toutefois désigner un théâtre d'opérations militaires. Cela peut désigner aussi les actions des militaires durant ces conflits.

On retrouve aussi ce terme dans le règlement de service en campagne, qui est un document du ministère des Armées, et qui assure la conduite des militaires durant les opérations tandis que l'artillerie de campagne est une branche de l'artillerie.
« Une campagne est une phase de la guerre impliquant une série d'opérations liées dans le temps et l'espace et visant à atteindre un objectif ou un résultat stratégique unique et spécifique. Une campagne peut comprendre une seule bataille, mais, souvent, elle comprend un certain nombre de batailles sur une période prolongée ou une distance considérable, mais sur un seul théâtre d'opérations ou dans une zone délimitée. Une campagne peut ne durer que quelques semaines, mais , généralement, s'étend sur plusieurs mois, voire une année. » selon Trevor N. Dupuy.

## Exemples

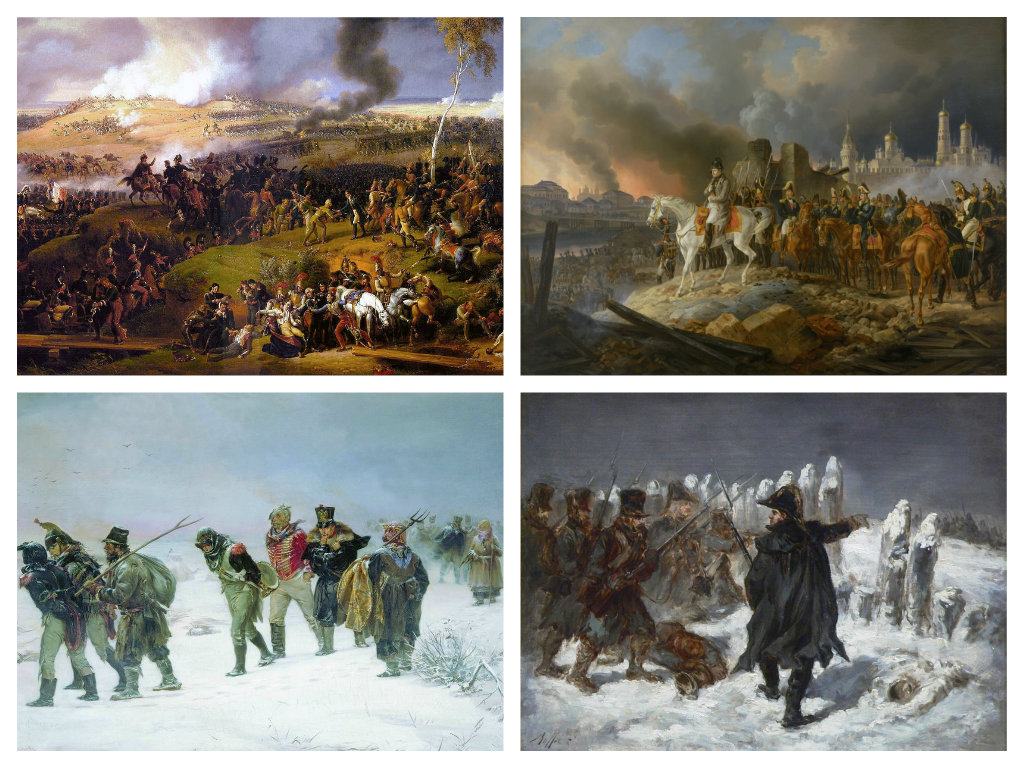
La campagne de Russie est une des expéditions militaires les plus importantes menées par Napoléon.

Les premiers conflits organisés apparaissent environ 9.000 années avant notre ère, durant le néolithique.
A travers l'histoire, plusieurs campagnes ont eu lieu. Les premières plus marquantes sont celles de Jules César, comme les campagnes de Soliman le Magnifique, les différentes campagnes napoléoniennes...

### Pendant l'hiver

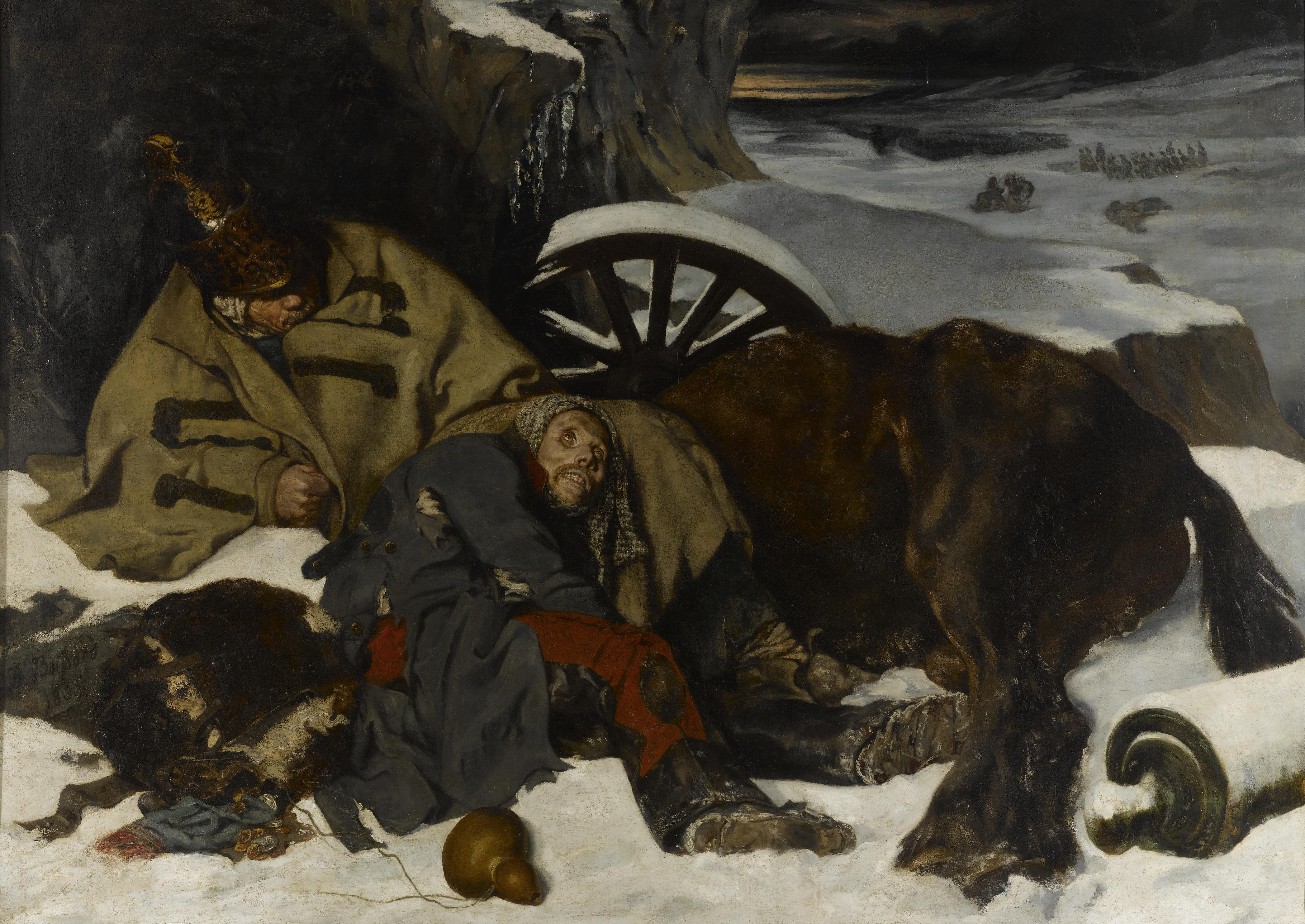
Les soldats français subissent l'hiver russe.

À une époque moderne, les campagnes militaires étaient généralement interrompues pendant l'hiver, au cours de laquelle les soldats se retiraient dans les quartiers d’hiver pour patienter durant les mois les plus froids avec chaleur et protection.
Cependant, avec un temps favorable, certaines campagnes pouvaient être prolongées durant la saison hivernale.
La campagne de Russie de 1812 en est un exemple désastreux où les troupes de Napoléon Ier furent presque décimées. L'armée russe utilise ces périodes de grand froid ainsi que la tactique de la terre brulée afin de ralentir voire de prendre un avantage important contre son adversaire. Pendant la Seconde Guerre mondiale, la résistance au froid des russes leur permet de lutter face à l'envahisseur nazi.
La saison froide peut aussi être l'effet d'une attaque surprise, notamment durant la Campagne des Flandres (1795) ou Pichegru envahit les Provinces-Unies durant un hiver rude, ce qui permet de vaincre les Hollandais et de créer la République batave, république-sœur de la France.

### Dénomination
Le nom d'une campagne militaire diffère selon les différents camps et ne dépend pas du vainqueur ou du vaincu (contrairement aux batailles). C'est le cas de la Campagne de Pologne (1939), appelée Guerre défensive de 1939 côté polonais généralement, et chez les allemands voire à l'international Invasion de la Pologne pour des raisons de point de vue.